# Décades de Pontigny
Les Décades de Pontigny étaient des réunions intellectuelles qui se sont tenues de 1910 à 1914, puis de 1922 au début de la Seconde Guerre mondiale (1939). Elles ont été créées et animées par Paul Desjardins. Elles se tenaient en France, dans l'abbaye de Pontigny, abbaye cistercienne du XIIe siècle achetée par Paul Desjardins en 1906, à la séparation des Églises et de l'État. L'abbaye de Pontigny est aujourd'hui le siège épiscopal de la Mission de France.

## Déroulement
Pendant dix journées (donc une décade), chaque année, de nombreuses personnes, célèbres ou moins célèbres, s'entretenaient et discouraient sur des sujets littéraires, philosophiques ou religieux.
Chaque jour, un écrivain, un universitaire ou un scientifique traitait un sujet tel que : le droit des peuples, éducation et travail, tel nouveau courant littéraire, la place de la religion dans la vie d'aujourd'hui, la pensée française, l'Europe, etc.
André Malraux rend hommage aux Décades de Pontigny en les transposant dans le domaine fictif de l'Altenburg, en Alsace.

## Participants
On put y voir notamment : André Gide, Roger Martin du Gard, André Maurois, Jacques Rivière, Ramon Fernandez, Jean Coutrot, Jacques Schiffrin, François Mauriac, Hugh Fraser Stewart, Louis Martin-Chauffier, Marc Allégret, Antoine de Saint-Exupéry, André Malraux et Clara Malraux, Raymond Aron, Léon Brunschvicg, Gaston Bachelard, Félix Bertaux, Martin Buber, Louis Canet, Nicolas Berdiaev, Maurice de Gandillac, Jean-Paul Sartre, Hendrik de Man, Angelo Tasca, Paul Valéry, H. G. Wells, Vladimir Jankélévitch, etc.